# Dieptegesteente

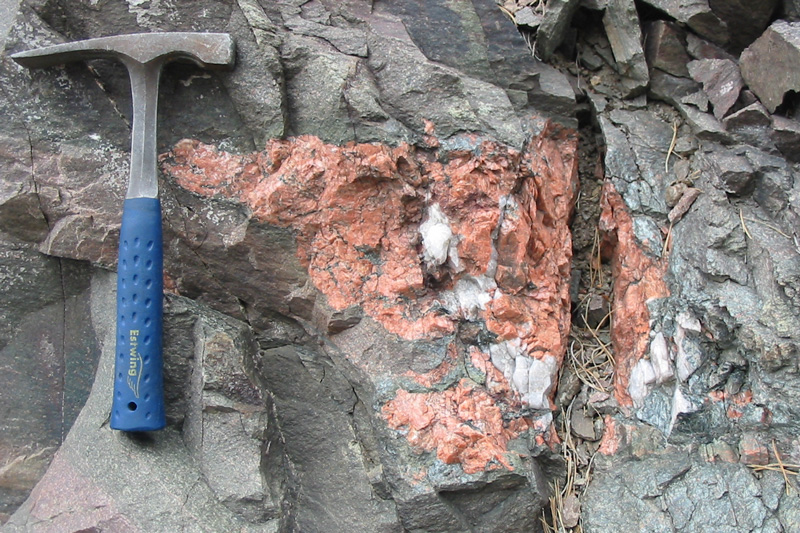
Kleine intrusie van pegmatiet in metamorf gesteente (donker) in West-Zweden. De witte kristallen zijn kwarts, de zalmroze kaliveldspaat.

Dieptegesteente is stollingsgesteente dat diep onder het aardoppervlak is gestold. Het wordt ook wel aangeduid met de synonniemen magmatisch, intrusief, abyssisch of  
plutonisch gesteente, terwijl voor plutonisch gesteente ook de naam plutoniet wordt gebruikt, welke naam is afgeleid van Pluto, de Romeinse god van de onderwereld.

## Dieptegesteenten

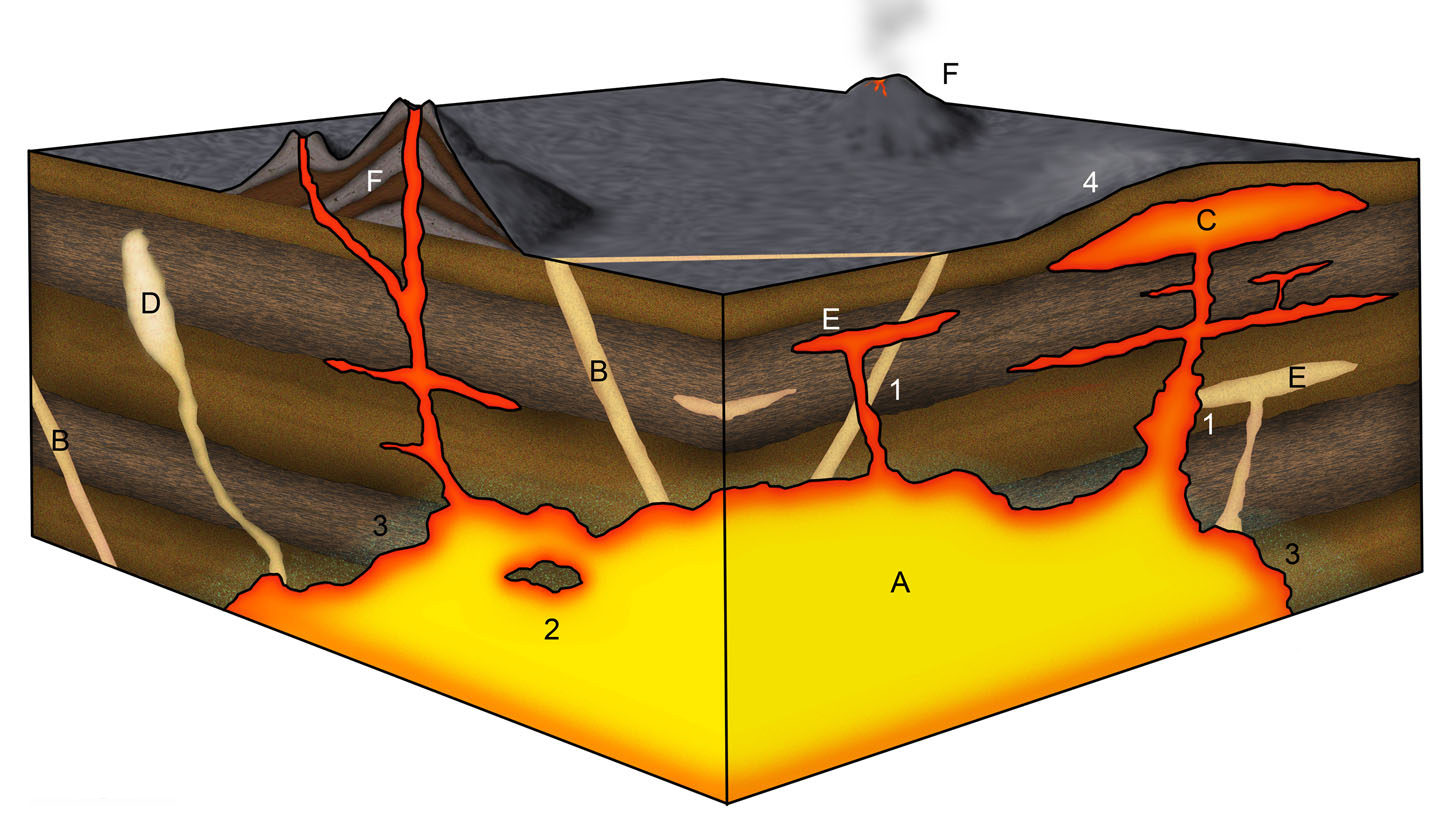
Schematische weergave van intrusielichamen in een gebied waarin (felsisch) vulkanisme plaatsvindt. A = batholiet (nog niet gestold: een magmakamer); B = dike; C = laccoliet; D = pegmatietlichaam; E = sill; F = stratovulkaan. Processen in de Bestand:1 = jongere intrusie snijdt door een oudere heen; 2 = xenoliet of roof pendant in de magma; 3 = contactmetamorfose; 4 = bodem wordt opgeheven als gevolg van het ontstaan van een laccoliet.

De diepte van stolling, en daarmee van kristallisatie, kan variëren. Voor de vorming van grote kristallen in het gesteente is het belangrijk dat het magma langzaam afkoelt. Het verschil met ganggesteente en uitvloeiingsgesteente is de diepte waarop kristallisatie plaatsvindt. 
Mantelgesteente (zoals peridotiet) onderscheidt zich van dieptegesteente (zoals gabbro) door de aanwezigheid van typische mantel-mineralen als granaten die in dieptegesteente ontbreken. De bekendste dieptegesteenten zijn het felsische graniet en het mafische gabbro. Lichamen van dieptegesteente worden intrusies of plutonen genoemd. Intrusies kunnen een omvang hebben van meer dan 25.000 km². Dergelijke grote intrusies worden batholieten genoemd.

## Voorkomen
Dieptegesteenten worden gevormd diep onder het aardoppervlak en raken ontsloten bij tektonische opheffing (uplift). Vaak zijn in orogenen veel dieptegesteenten ontsloten. Dit lijkt tegenstrijdig, aangezien het diepst gevormde gesteente hier het hoogst wordt gevonden, maar dit is te verklaren door overschuivingen van het onderliggend gesteente die ontstaan bij convergente plaatgrenzen. Een andere manier om op diepte gestold gesteente aan het oppervlak te krijgen, is het proces van obductie, waarbij in tegenstelling tot het "normale" subductie-proces zwaar gesteente niet onder lichter gesteente "duikt", maar waar delen van diepte- en mantelgesteente worden  "omhooggeperst", zoals zichtbaar is bij bijvoorbeeld ofiolieten.
De belangrijkste vormen waarin dieptegesteente voorkomt zijn:
- batholiet, een zeer grote, onregelmatig gevormde intrusie
- dike, een relatief smal vlakvormig intrusief lichaam in nagenoeg verticale (loodrecht op het aardoppervlak) positie
- sill, een relatief smal en vlak intrusief lichaam in nagenoeg horizontale (parallel aan het aardoppervlak) positie
- vulkanische pijp, een buisvormig, vrijwel verticaal lichaam dat als aanvoerkanaal van magma aan een vulkaan kan hebben gefungeerd
- laccoliet, een koepelvormige intrusie met een vrij vlakke basis, doorgaans gevoed door een vulkanische pijp
- lopoliet, een komvormige intrusie met een vrij vlakke top, gevoed door een vulkanische pijp;
- pegmatiet, een niet al te grote intrusie van sterk geëvolueerd magma. (De naam pegmatiet wordt ook gebruikt voor het gesteente dat de intrusie vormt).